# Fy på sej pappa!
Fy på sej pappa! (engelska: The Lady in Question) är en amerikansk dramakomedifilm från 1940 i regi av Charles Vidor. Filmen är en nyinspelning av den franska filmen Gribouille från 1937. I huvudrollerna ses Brian Aherne, Rita Hayworth och Glenn Ford.
Detta var den första av fem filmer där Glenn Ford och Rita Hayworth spelade mot varandra, den mest kända är deras andra gemensamma film, Gilda, från 1946. De övriga tre filmerna är Carmen - fresterskan (1948), Trinidad (1952) och Två sammansvurna män (1965). 

## Rollista i urval
- Brian Aherne - Andre Morestan
- Rita Hayworth - Natalie Roguin
- Glenn Ford - Pierre Morestan
- Irene Rich - Michele Morestan
- Evelyn Keyes - Francois Morestan
- George Coulouris - försvarsadvokat
- Edward Norris - Robert LaCoste
- Curt Bois - Henri Lurette
- Frank Reicher - president
- Sumner Getchell - Fat Boy
- Nicholas Bela - Nicholas Farkas
- Dorothy Burgess - Antoinette